# Tillenay
Tillenay és un municipi francès, situat al departament de la Costa d'Or i a la regió de Borgonya - Franc Comtat. L'any 2007 tenia 623 habitants.

## Demografia

### Població
El 2007 la població de fet de Tillenay era de 623 persones. Hi havia 236 famílies, de les quals 50 eren unipersonals (25 homes vivint sols i 25 dones vivint soles), 79 parelles sense fills, 95 parelles amb fills i 12 famílies monoparentals amb fills.
La població ha evolucionat segons el següent gràfic:
Habitants censats

### Habitatges
El 2007 hi havia 284 habitatges, 241 eren l'habitatge principal de la família, 15 eren segones residències i 29 estaven desocupats. 243 eren cases i 39 eren apartaments. Dels 241 habitatges principals, 193 estaven ocupats pels seus propietaris, 43 estaven llogats i ocupats pels llogaters i 4 estaven cedits a títol gratuït; 4 tenien una cambra, 7 en tenien dues, 34 en tenien tres, 64 en tenien quatre i 131 en tenien cinc o més. 186 habitatges disposaven pel capbaix d'una plaça de pàrquing. A 95 habitatges hi havia un automòbil i a 121 n'hi havia dos o més.

### Piràmide de població
La piràmide de població per edats i sexe el 2009 era:
| Homes | Edats   | Dones |
| ----- | ------- | ----- |
| 0     | 95 o +  | 4     |
| 4     | 90 a 94 | 4     |
| 0     | 85 a 89 | 0     |
| 16    | 80 a 84 | 8     |
| 4     | 75 a 79 | 16    |
| 4     | 70 a 74 | 8     |
| 16    | 65 a 69 | 4     |
| 12    | 60 a 64 | 36    |
| 20    | 55 a 59 | 4     |
| 24    | 50 a 54 | 16    |
| 28    | 45 a 49 | 28    |
| 20    | 40 a 44 | 20    |
| 16    | 35 a 39 | 20    |
| 4     | 30 a 34 | 8     |
| 12    | 25 a 29 | 12    |
| 24    | 20 a 24 | 8     |
| 16    | 15 a 19 | 16    |
| 20    | 10 a 14 | 20    |
| 0     | 5 a 9   | 28    |
| 8     | 0 a 4   | 24    |

## Economia
El 2007 la població en edat de treballar era de 380 persones, 280 eren actives i 100 eren inactives. De les 280 persones actives 255 estaven ocupades (144 homes i 111 dones) i 26 estaven aturades (5 homes i 21 dones). De les 100 persones inactives 35 estaven jubilades, 36 estaven estudiant i 29 estaven classificades com a «altres inactius».

### Ingressos
El 2009 a Tillenay hi havia 255 unitats fiscals que integraven 689 persones, la mediana anual d'ingressos fiscals per persona era de 17.770 €.

### Activitats econòmiques
Dels 20 establiments que hi havia el 2007, 1 era d'una empresa de fabricació de material elèctric, 3 d'empreses de fabricació d'altres productes industrials, 5 d'empreses de construcció, 6 d'empreses de comerç i reparació d'automòbils, 2 d'empreses de transport, 2 d'empreses d'hostatgeria i restauració i 1 d'una empresa classificada com a «altres activitats de serveis».
Dels 8 establiments de servei als particulars que hi havia el 2009, 2 eren tallers de reparació d'automòbils i de material agrícola, 1 paleta, 2 fusteries, 1 lampisteria, 1 electricista i 1 restaurant.
L'any 2000 a Tillenay hi havia 16 explotacions agrícoles que ocupaven un total de 240 hectàrees.

## Equipaments sanitaris i escolars
El 2009 hi havia una escola elemental.

## Poblacions més properes
El següent diagrama mostra les poblacions més properes.